# Гарасовська-Дачишин Марія
Марія Гарасо́вська-Дачи́шин (англ. Maria Harasowska-Daczyszyn; 6 квітня 1911, Старий Самбір — 23 жовтня 2000, Чикаго) — американська художниця українського походження; член Об'єднання митців-українців в Америці та Українського золотого хреста в Чикаго.

## Життєпис
Народилася 6 квітня 1911 року в місті Старому Самборі (нині Самбірський район Львівської області, Україна) у сім'ї священника отця Станіслава. 1921 року переїхала до села Себечева, де її батько отримав парафію.
У 1928—1929 роках навчалась у Львівській жіночій учительській семінарії, де її викладачами були Осип Курилас, Роберт Лісовський, Марія Морачевська. Початкову мистецьку освіту здобула у Кракові, у школі професора Юзефа Мегоффера, де рисунок їй викладав Леопольд Готтліб. 1932 року успішно склала конкурсні іспити до Краківської академії мистецтв і була прийнята на Загальний відділ, де тоді викладали Владислав Яроцький, Станіслав Філіпкевич, Казимир Сіхульський. Того ж року стала співзасновницею мистецького гуртка «Зарева». Після третього курсу навчалася у майстерні Фредерика Паутча. Навчання з відзнакою закінчила у 1938 році. Водночас, за порадою професора Богдана Лепкого, навчалася на педагогічному відділенні Ягелонського університету, згодом закінчила ще і Інститут реклами в Катовицях.
До Другої світової війни викладалав Торгівельній гітназії у місті Тчеві. На початку війни працювала як декоратор мандрівного театру «Граніт», з яким їздила по Холмщині. У 1940 році взяла шлюб із політичним діячем, інженером Юрієм Дачишином — активним учасником українського визвольного руху в Галичині. 1942 року у подружжя народилася донька Христина. Нетривало сім'я мешкала у Львові, де Марія викладала рисунок у Львівській торгівельній школі, а вже у 1942—1944 роках — у Кракові, де художниця активно займалася творчістю ї написала олійними фарбами низку композицій та пейзажів. Війна змусила тікати з Польщі і художниця оселилася у німецькому місті Кляйнбрасі, а з 1947 року — у Ашаффенбурзі, де опинилася у таборі переміщених осіб. У таборі проявила себе і як митець, і як здібний організатор мистецького процесу. Маючи добру педагогічну освіту і освітянський досвід, вона у 1947—1948 роках організувала в Ашаффенбурзі власну образотворчу студію, в якій викладала сама і залучала до педагогічної праці Володимира Січинського, Михайла Островерху, Людмилу Морозову, Миколу Битинського та інших. Її студію закінчили 24 учні.
У 1949 році виїхала до Сполучених Штатів Америки, де оселилася в Чикаго. Майже щороку подорожувала і привозила на виставки свої картини з Мексики, Югославії, Італії, Польщі, Канади.
Померла в Чикаго 23 жовтня 2000 року. Похована в Чикаго на Українському цвинтарі святого Миколая.

## Творчість
Працювала у галузях станкового живопису (писала олією, темперою; авторка імпресіоністичних та постімпресіоністичних пейзажів, портретів, натюрмортів), книжкової графіки, театральної декорації.  Серед робіт:
- «Свята Варвара»;
- «Pictura Translucida»;
- «Стара українська церква»;
- «Церква у Вербіжі»;
- «Моє улюблене місце»;
- «Подвір'я восени»;
- «Подвір'я взимі»;
- «Гетьман Іван Мазепа»;
- «Княгиня Ольга»;
- «Помста княгині Ольги»;
- «Народна творчість»;
- «Дуб взимі»;
- «Рожеве надвечір'я»;
- «Царська гора в Дев'ятині»;
- «Кам'яні ворота в Загребі»;
- «Чортове озеро»;
- «Гора Любіч»;
- «Гірська річка»;
- «Верби над водою»;
- «Автопортрет» (1959);
- «Брат Філотей» (1963);
- «Українська мадонна» (1966);
- «Висипались будяки» (1970);
- «Квіти в дзеркалі» (1970);
- «Вид крізь вікно музею при церкві святого Сергія і Вакха» (1972);
- «Рокка ді Папа» (1973);
- «Вид на форум з даху музею» (1973);
- «Вид із Джіянікольо» (1974);
- «Брат Філотей»;
- «Молитва»;
- «Різдво на Гуцульщині» (1987).

Брала участь у художніх виставках з 1938 року; майже у всіх українських виставках у Німеччині у 1947—1948 роках]. Провела 25 персональних виставок, зокрема у Денвері у 1962 році, Міннеаполісі та Вінніпезі у 1963 році, Нью-Йорку та Філадельфії у 1964 році, Детройті у 1971 році, Чикаго у 1966, 1968, 1970, 1973, 1976, 1978, 1979, 1983, 1986 роках. Неодноразово отримувала нагороди «Нотабл Амерікен Арт Ворк».
Окремі роботи зберігаються у художніх музеях Львова, Кракова, Музеї Українського католицького університету у Римі.

## У мистецтві
Живописний портрет художниці у 1935 році написав Ярослав Лукавецький. Художник зобразив Марію з палітрою у руці за роботою над картиною опертою на мольберт перед нею. Того ж року виконав її дружній шарж.

## Виноски
1. ↑  Обидві роботи знаходяться у власності сім'ї художниці[9].